# Thouaré-sur-Loire
Thouaré-sur-Loire é uma comuna francesa na região administrativa do País do Loire, no departamento de Loire-Atlantique. Estende-se por uma área de 12.76 km². Em 2010 a comuna tinha 10 437 habitantes (densidade: 817,9 hab./km²).